# جوب فـان دير ليندن
جوب فـان دير ليندن (بالهولندية: Jop van der Linden)‏ هو لاعب كرة قدم هولندي في مركز قلب الدفاع، ولد في 17 يوليو 1990 في أبلدورن في هولندا. لعب مع أغوف أبيلدورن وإي زد ألكمار وغو أهد إيغلز وفيتيسه آرنهم وفيلم تو تيلبورغ وهيلموند سبورت.

## وصلات خارجية
- جوب فـان دير ليندن على موقع قاعدة بيانات كرة القدم.إي يو (الإنجليزية)
- جوب فـان دير ليندن على موقع Soccerway.com (الإنجليزية)
- جوب فـان دير ليندن على موقع عالم كرة القدم.نت (الإنجليزية)
- جوب فـان دير ليندن على موقع AS.com (الإسبانية)